# Hieronymus Bosch
Hieronymus Bosch (UK: /hɪəˌrɒnɪməs ˈbɒʃ/, US: /hɪəˌroʊnɪməs ˈbɒʃ, - ˈbɔːʃ, - ˈbɔːs/, tiếng Hà Lan: [ɦijeːˈroːnimʏz ˈbɔs] ⓘ; tên khai sinh Jheronimus van Aken [jeːˈroːnimʏs fɑn ˈaːkə(n)]; k. 1450 – ngày 9 tháng 8 năm 1516) là một họa sĩ trường phái Hà Lan giai đoạn đầu . Tác phẩm của ông được biết đến với hình ảnh tuyệt vời, cảnh quan chi tiết, minh họa các khái niệm đạo đức và tôn giáo và các châm ngôn. Trong giai đoạn ông sống, tranh của ông được sưu tầm ở Hà Lan, Áo, và Tây Ban Nha, và bị sao chép rộng rãi, đặc biệt là các tranh miêu tả địa ngục rùng rợn và đầy ác mộng của ông.